# 熱函道路
熱函道路（ねっかんどうろ）は、静岡県熱海市笹尻から同県田方郡函南町下丹那を結ぶ、延長およそ6.7kmの道路。静岡県道11号熱海函南線のバイパス道路（新道区間）である。
元々は静岡県道路公社の管理する有料道路であったが、現在は無料開放されている。

## 概説
静岡県道11号の旧道区間は熱海峠を越えるルートのため、カーブや急勾配が多く、また冬季には雪の影響があり、円滑な交通に支障があった。これを解消するために、県が全長およそ全長1,268mのトンネル（鷹ノ巣山トンネル）を抜けるルートで本道を整備。1973年4月1日に道路整備特別措置法に基づく有料道路として供用を開始した。管理運営は供用開始と同時に、県より静岡県道路公社に引き継がれた。
1997年11月30日まで有料道路として使用され、翌日より無料開放された。料金所跡には駐車場とトイレがある。
旧道区間は閉鎖されず、同じ静岡県道11号熱海函南線として現在も存続している。

## 通行料金（当時）
ここに記述しているものは無料開放される直前の通行料金である。無料開放後の現在は以下の料金は発生しない。
- 普通車：300円